# Pedro Carvalho
Pedro Maria Salgueiro Costa Pessoa Carvalho (Caldas da Rainha, 14 febbraio 2003) è un calciatore portoghese, difensore dell'Estoril Praia.

## Carriera
Pedro Carvalho ha iniziato a giocare a calcio nel settore giovanile dello Sporting Lisbona per poi passare al Belenenses nel 2019. Nel 2022 è stato promosso in prima squadra dove ha debuttato il 20 agosto nell'incontro di Terceira Liga vinto 2-0 contro l'Académica. Divenuto titolare la stagione seguente, disputata in Segunda Liga, il 24 luglio 2024 è stato acquistato a titolo definitivo dall'Estoril Praia, club di prima divisione, con cui nella stagione 2024-2025 ha giocato 19 partite in questa categoria, venendo poi riconfermato in rosa anche per la stagione 2025-2026.

## Statistiche

### Presenze e reti nei club
Statistiche aggiornate al 5 ottobre 2024
| Stagione          | Squadra           | Campionato        | Campionato | Campionato | Coppe nazionali | Coppe nazionali | Coppe nazionali | Coppe continentali | Coppe continentali | Coppe continentali | Altre coppe | Altre coppe | Altre coppe | Totale | Totale | Totale |
| Stagione          | Squadra           | Comp              | Pres       | Reti       | Comp            | Pres            | Reti            | Comp               | Pres               | Reti               | Comp        | Pres        | Reti        | Pres   | Reti   |        |
| ----------------- | ----------------- | ----------------- | ---------- | ---------- | --------------- | --------------- | --------------- | ------------------ | ------------------ | ------------------ | ----------- | ----------- | ----------- | ------ | ------ | ------ |
| 2022-2023         | Belenenses        | TL                | 2          | 0          | CP+CdL          | 0               | 0               | -                  | -                  | -                  | -           | -           | -           | 2      | 0      |        |
| 2023-2024         | Belenenses        | LdH               | 26         | 3          | CP+CdL          | 1+0             | 0               | -                  | -                  | -                  | -           | -           | -           | 27     | 3      |        |
| Totale Belenenses | Totale Belenenses | Totale Belenenses | 28         | 3          |                 | 1               | 0               |                    | -                  | -                  |             | -           | -           | 29     | 3      |        |
| 2024-2025         | Estoril Praia     | PL                | 19         | 0          | CP+CdL          | 1               | 0               | -                  | -                  | -                  | -           | -           | -           | 20     | 0      |        |
| Totale carriera   | Totale carriera   | Totale carriera   | 47         | 3          |                 | 2               | 0               |                    | -                  | -                  |             | -           | -           | 49     | 3      |        |